# 除暴安良 (電影)
《除暴安良》（英語：The Sweeney）是一部2012年英國動作劇情片，改編自1970年代英國同名電視劇。為尼克·拉夫執導並與約翰·霍奇共同根據伊恩·甘迺迪·馬丁所創作的角色來編劇。由雷·溫斯頓主演傑克·雷根、班·德魯飾演喬治·卡特、達米安·路易斯飾演法蘭克·哈斯金斯，而海莉·艾特沃和史蒂芬·麥金塔則擔任配角。敘述一支機動警察隊為打擊犯罪而戰的故事。
片名源自理髮師陶德在倫敦押韻而變成「Flying Squad」。電影於2012年9月12日在英國上映。

## 劇情
故事敘述從倫敦警察廳分支出一機動警察隊，目的是為了對付武裝搶劫以及預防其他重大武裝犯罪案件的偵查。

## 演員
- 雷·溫斯頓 飾 探長傑克·雷根（Detective Inspector Jack Regan）
- 班·德魯 飾 警探喬治·卡特（Detective Constable George Carter）
- 達米安·路易斯 飾 偵緝總督察法蘭克·哈斯金斯（Detective Chief Inspector Frank Haskins）
- 海莉·艾特沃 飾 警探南希·路易（Detective Constable Nancy Lewis）
- 史蒂芬·麥金塔 飾 偵緝總督察伊恩·路易（Detective Chief Inspector Ivan Lewis）
- 艾倫·里奇 飾 警探賽門·艾利斯（Detective Constable Simon Ellis）
- 史帝芬·威汀頓 飾 警探納森·米勒（Detective Constable Nathan Miller）
- 卡羅琳·奇克澤 飾 警探凱拉·克拉克（Detective Constable Kara Clarke）
- 保羅·安德森 飾 法蘭西斯·艾倫（Francis Allen）
- 艾德·斯克林 飾 大衛（David）
- 李察·貝利 飾 強盜

## 反響
電影獲得了褒貶不一的評價。爛番茄根據60篇專業影評持有47%的評級，平均得分5／10。Metacritic得分48，評價兩極。於英國首周獲得了超過150萬英鎊，擊敗了《超時空戰警3D》的冠軍位。

## 外部連結
- 互联网电影数据库（IMDb）上《The Sweeney》的资料（英文）
- Box Office Mojo上《The Sweeney》的資料（英文）
- 爛番茄上《The Sweeney》的資料（英文）
- Metacritic上《The Sweeney》的資料（英文）